# Kafr Nabudah
Kafr Nabudah (tiếng Ả Rập: كفر نبودة, cũng đánh vần là Kafar Nabuda) là một thị trấn ở miền bắc Syria, một phần hành chính của Tỉnh Hama, nằm ở phía tây bắc của Hama. Các địa phương lân cận bao gồm Qalaat al-Madiq và Jamasat Adiyat ở phía tây, al-Suqaylabiyah ở phía tây nam, al-Mughayr và Karnaz ở phía nam, Kafr Zita ở phía đông nam và al-Habit ở phía đông. Theo Cục Thống kê Trung ương Syria (CBS), Kafr Nabudah có dân số 13,513 trong cuộc điều tra dân số năm 2004, khiến nó trở thành địa phương lớn nhất trong Qalaat al-Madiq nahiyah ("cấp dưới".) 

## Từ nguyên
Từ đầu tiên của Kafr Nabudah, đó là Kafr, là một từ tiếng Syriac có nghĩa là "trang trại" hoặc "làng". Phần thứ hai "Nabudah" có lẽ bắt nguồn từ một từ tiếng Syriac khác là Nabeeda, dùng để chỉ rượu vang. Ngôi làng được biết đến với nghề trồng nho mà giờ mất đi tầm quan trọng của nó đối với sự ưu ái của các loại cây trồng khác. Mặc dù ngành công nghiệp rượu vang đã bị tuyệt chủng từ lâu, một số tàn tích rượu vang vẫn còn tồn tại ở các khu vực xung quanh..